# Cyclanorbis senegalensis
Cyclanorbis senegalensis је гмизавац из реда Testudines и фамилије Trionychidae.

## Угроженост
Ова врста је на нижем степену опасности од изумирања, и сматра се скоро угроженим таксоном.

## Распрострањење
Ареал врсте Cyclanorbis senegalensis обухвата већи број држава. 
Врста је присутна у Сенегалу, Судану, Мауританији, Малију, Нигерији, Камеруну, Етиопији, Бенину, Буркини Фасо, Чаду, Обали Слоноваче, Гани, Гвинеји Бисао и Тогу.

## Станиште
Станиште врсте су слатководна подручја.